# Neustadt (Wels)
Neustadt (in Wels die Neustadt) ist ein Stadtteil der Stadt Wels. Er entstand Ende des 19. Jahrhunderts und umfasst Teile der Katastralgemeinde Wels und Teile der Katastralgemeinde Puchheim, die der bis 1938 eigenständigen Gemeinde Puchberg bei Wels entspricht. Mit 13.235 Einwohnern ist die Neustadt der drittgrößte Stadtteil von Wels.
In der Neustadt befinden sich einige für Wels sehr wichtige Einrichtungen wie etwa der Friedhof, das Klinikum Wels-Grieskirchen und die Hessenkaserne. Der Welser Flugplatz gehört eigentlich zur Katastralgemeinde Pernau, wird aber zur Neustadt gezählt.

## Ortsteile und Siedlungen

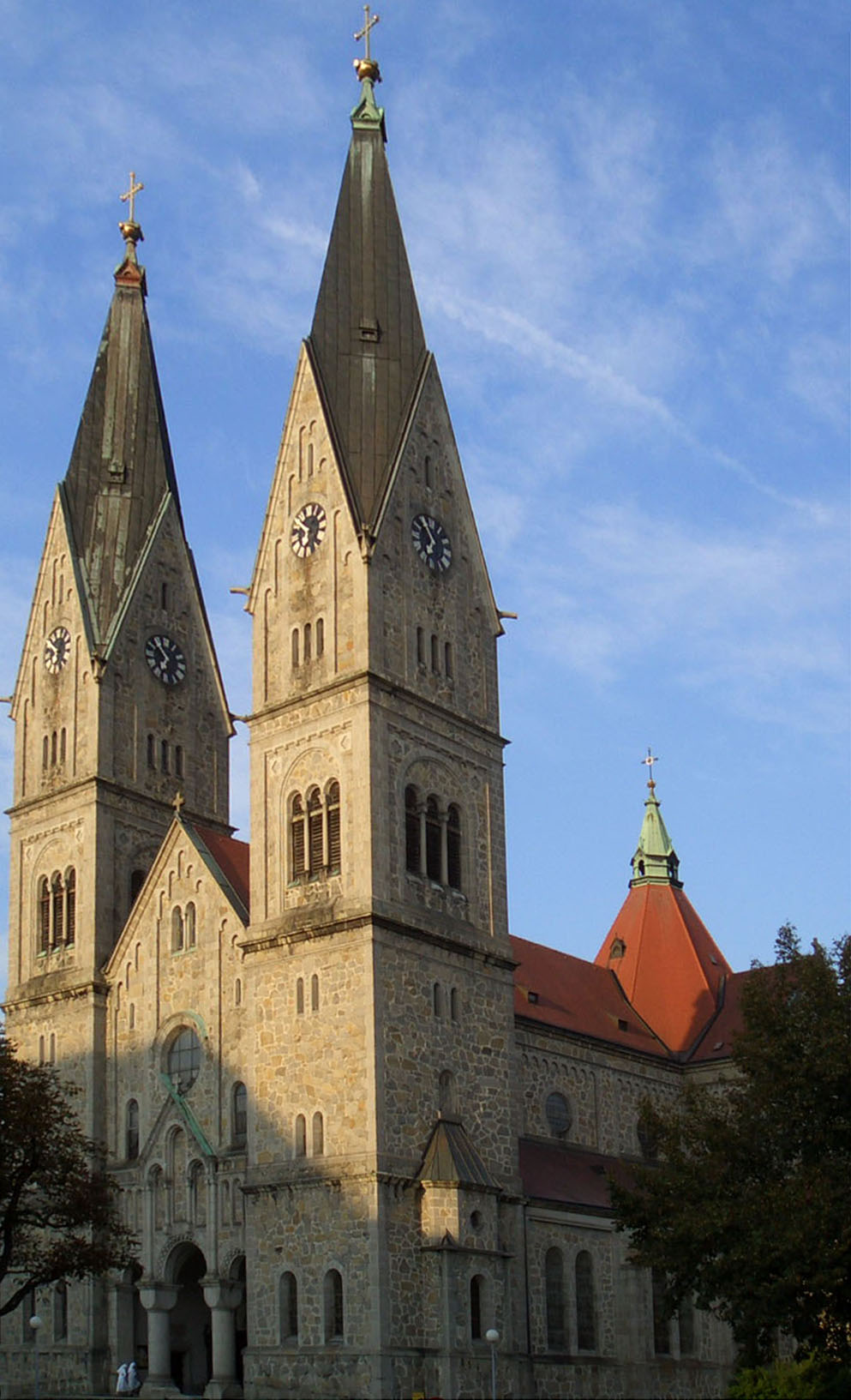
Herz-Jesu-Kirche

Die Neustadt gliedert sich in die historischen Ortsteile: Oberhaid, Unterhaid und Höllwiesen. Es existieren weitere Siedlungsbezeichnungen wie etwa Mauth-, Straubinger- und Eisenbahnersiedlung, diese sind aber keine anerkannten Ortsteile.
Die Neustadt grenzt im Süden an die Stadtteile Innere Stadt und Pernau, im Westen an den Stadtteil Vogelweide und im Norden und Osten an den Stadtteil Puchberg.

## Geschichte

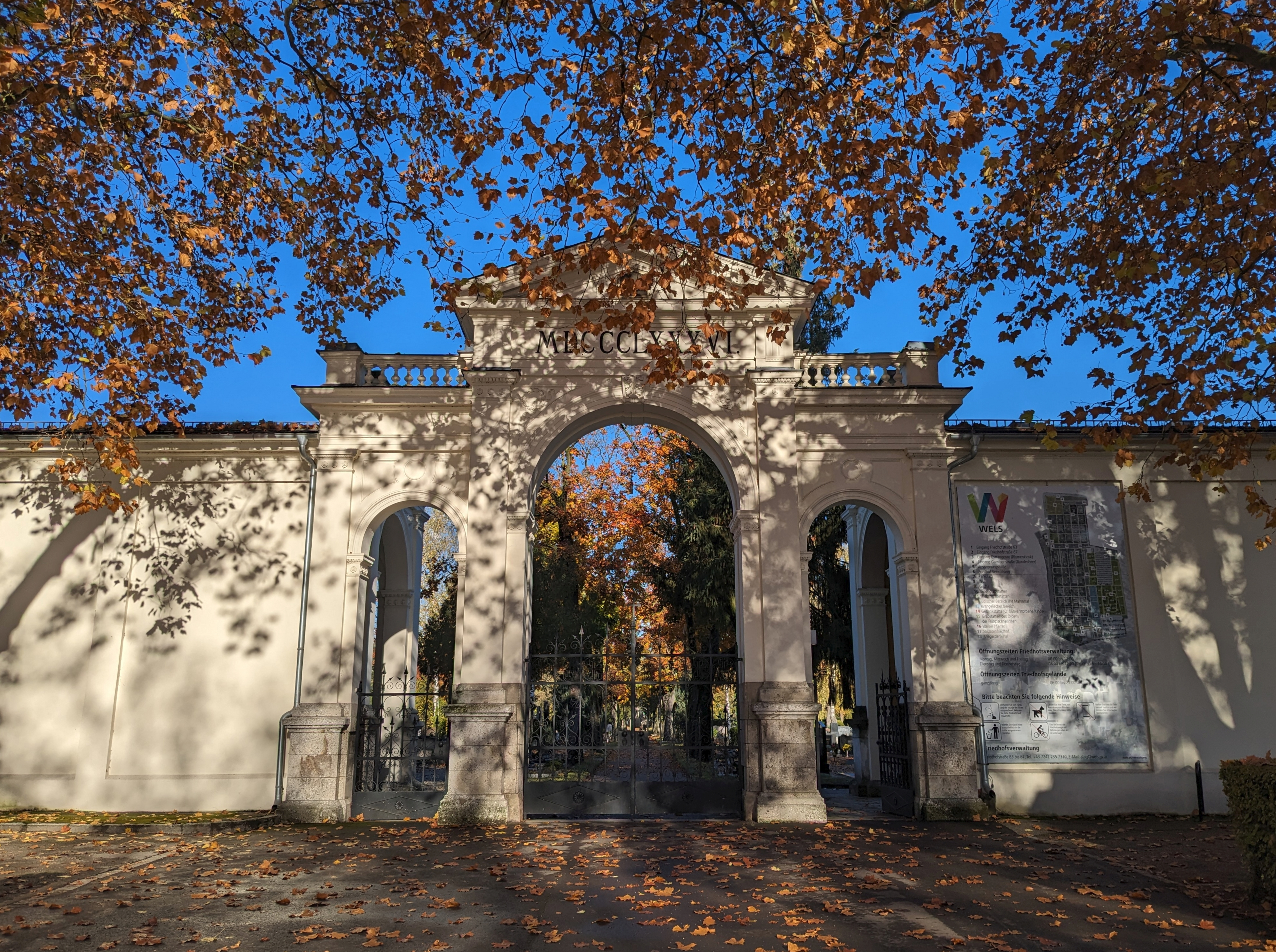
Eingang in der Friedhofstraße zum Stadtfriedhof Wels

Ende des 19. Jahrhunderts begann man im Norden der Stadt Wels mit dem Bau von Häusern, erste Bauten sind Mitte der 1880er Jahre belegt. 1886 wurde der Stadtfriedhof Wels errichtet.  1905 wurde der Grundstein für die Herz-Jesu-Kirche gelegt, die heute von den Steyler Missionaren betreut wird.
Der wichtigste Verkehrsweg in die Innenstadt war die 1916 eröffnete Kaiser-Karl-Brücke, welche die Neustadt über die Westbahngleise mit der Innenstadt verband, heute befindet sich dort die, in den 50er Jahren errichtete, Unterführung Neustadt.
Die Geschichte der Neustadt ist auch unzertrennlich mit jener der Welser Heimstätten Genossenschaft verbunden. 1911 erwarb der gemeinnützige Verein ein Grundstück im Ortsteil Oberhaid (damals Gemeinde Puchberg) und errichtete dort die ersten Sozialen Wohnbauten in der Stadt.
Während des Zweiten Weltkrieges wurde die Neustadt vor allem in den südlichen Teilen durch Bombenangriffe schwer beschädigt. Ziele waren vor allem der Hauptbahnhof und ein im Bereich des heutigen Klinikums befindliches Luftwaffenlazarett. Dieses, eine aus zwölf Baracken bestehende Anlage, wurde beim ersten alliierten Luftangriff auf die Stadt Wels am 30. Mai 1944 beinahe vollständig zerstört. Darüber hinaus gab es in der Neustadt bzw. im Norden von Wels weitere militärische Lager, die mit der Einquartierung von Luftwaffen-Soldaten bzw. dem Ausbau des Fliegerhorstes Wels in Verbindung standen und wurden – so wie auch in anderen Welser Stadtteilen – zahlreiche Wohnhäuser für militärisches Personal („Fliegerhäuser“) errichtet, die teilweise bis heute existieren.
In der zweiten Hälfte des 20. Jahrhunderts wurde die Neustadt stetig erweitert und entwickelte sich zu einer attraktiven Wohngegend.

## Wirtschaft und Infrastruktur

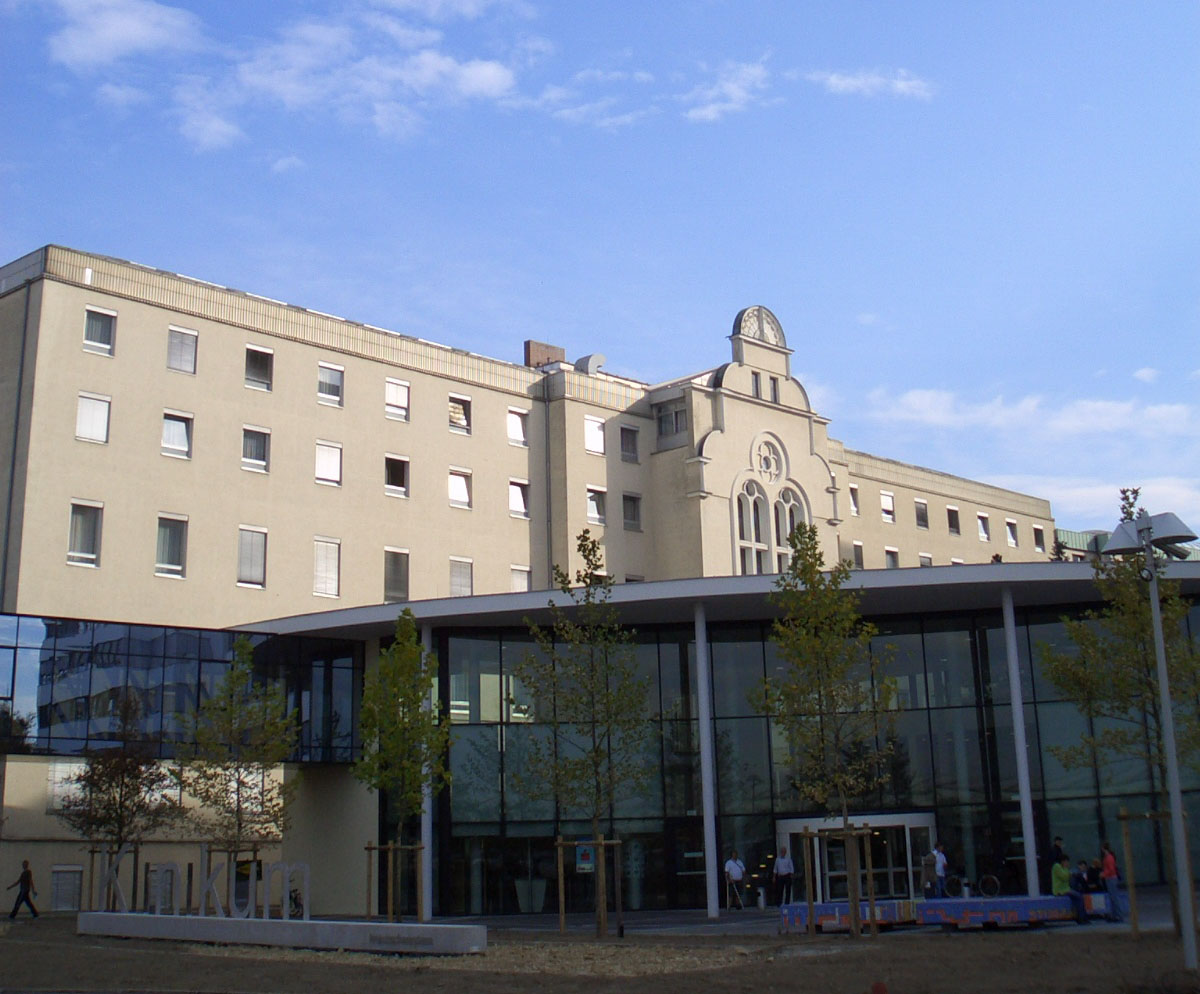
Eingangsbereich des Klinikums Wels-Grieskirchen

Von überregionaler Bedeutung ist vor allem das Klinikum Wels-Grieskirchen, es ist eines der größten Ordensspitäler Europas. Herausragend ist die Neustadt auch mit dem zivilen Flugplatz, der mit 105 ha der größte seiner Art in Europa ist.
Die Neustadt beheimatet zu dem zahlreiche Bildungseinrichtungen; in der Anton-Bruckner-Straße befindet sich ein Oberstufenrealgymnasium, in der Wallerer Straße mit dem Bundesrealgymnasium Wels Wallererstraße ein Gymnasium mit dem Ausbildungsschwerpunkt Sport. Aufgrund der Nähe zum Klinikum befinden sich dort auch einige Schulen mit den Zweigen Soziales und Gesundheit.
Ein großer Arbeitgeber ist die Hessenkaserne, die über ein Heereslogistikzentrum mit eigener Panzerwerkstätte verfügt. Der Standort ist für das Österreichische Bundesheer insofern von Bedeutung, da über den Verschiebebahnhof ein direkter Gleisanschluss besteht.
Ein weiterer wichtiger Arbeitgeber ist der Landmaschinenerzeuger Reformwerke AG, der seit 1910 am Standort Neustadt produziert.
Außerdem hat der Möbelkonzern XXXLutz seinen Sitz in Wels-Neustadt.
Im Norden des Stadtteils – entlang der Autobahn A25 – befinden sich zahlreiche Einkaufsmöglichkeiten, vor allem Bau- und Gartenmärkte siedelten sich hier an. Die Baumarktkette Bauhaus hat ebenfalls in diesem Stadtteil ihren Sitz.
Durch das steigende Verkehrsaufkommen in den vergangenen Jahrzehnten ist die Neustadt heute verkehrsmäßig gut erschlossen. Die B137 (Welser Osttangente) führt im Osten durch den Stadtteil. Autobahnanschluss besteht über die Autobahnausfahrt Wels-Nord.
Da in Wels die Stadtteilgrenzen entlang der Eisenbahnlinien Westbahn, Passauer Bahn und Almtalbahn liegen, hat die Neustadt direkten Anschluss zum Hauptbahnhof. In den kommenden Jahren soll auf der Neustädter Seite des Bahnhofes ein Parkhaus gebaut werden, dieses soll die bereits vorhandenen Parkanlagen in der Neustadt entlasten.
Über die Buslinien 1 und 4 ist der Stadtteil mit dem Stadtzentrum und von dort aus mit den übrigen Stadtteilen verbunden.